# Championnat de France de floorball D2
La Division 2 est le nom du deuxième  échelon du championnat de France de floorball, derrière la Division 1.

## Format

### Format initial
Les 24 équipes de la saison 2016-2017 sont réparties en quatre poules géographiques de 6 équipes : Ouest, Nord, Est et Sud. En saison régulière, chaque équipe affronte les membres de sa poule à deux reprises, soit un total de 10 matchs par équipe. Les rencontres se déroulent en 3 périodes de 20 minutes, temps continu.
Les phases finales opposeront les 2 premiers de chaque poule pour le titre de champion de D2 et la désignation des 2 équipes promues en D1. Le 3e de D2 aura aussi une chance d'être promu en affrontant le dernier de D1 dans un match de barrage.
Deux points sont attribués pour une victoire et un point pour un match nul. En saison régulière, les équipes présentant un même nombre de points sont classées selon les critères suivants, dans l’ordre de prise en compte : différence de but générale, nombre de buts marqués, différence de buts particulière, nombre de buts marqués en confrontations directes, nombre de pénalités de prison, tirage au sort.

### Format de la saison 2016-2017
La saison 2016-2017 fut une saison de transition en vue du passage à trois divisions en 2017-2018.

## Division 2

### Équipes engagées
| \| Rouen Floorball Grizzlys du Hainaut Tourcoing Hoplites d'Ambiani 2 Caen Floorball Entente Paris Nantes Floorball AAEEC Ponts de Cé Celtics de Brest Corsaires Saint-Lô Panthères de Rennes Impacts de Tours Gladiateurs d'Orléans Le Mans Floorball 72 Lions de Brunoy Salamandres de Montbazon Sentinelles de Strasbourg IFK Paris 2 Lyon Floorball Club 2 Loups Lorrains Dragons Bisontins 2 Dandies de Villeurbanne Isere Gresivaudan Floorball 2 Dahuts du Lac Trolls d'Annecy 2 Saint-Étienne Knights Griffons d'Oc \| Localisation des clubs engagés dans le championnat. |
| Rouen Floorball Grizzlys du Hainaut Tourcoing Hoplites d'Ambiani 2 Caen Floorball Entente Paris Nantes Floorball AAEEC Ponts de Cé Celtics de Brest Corsaires Saint-Lô Panthères de Rennes Impacts de Tours Gladiateurs d'Orléans Le Mans Floorball 72 Lions de Brunoy Salamandres de Montbazon Sentinelles de Strasbourg IFK Paris 2 Lyon Floorball Club 2 Loups Lorrains Dragons Bisontins 2 Dandies de Villeurbanne Isere Gresivaudan Floorball 2 Dahuts du Lac Trolls d'Annecy 2 Saint-Étienne Knights Griffons d'Oc                                                           |

Les équipes engagées en Division 2 sont au nombre de 24.
| Club                       | Classement 2015-2016 | Entraîneur      |
| -------------------------- | -------------------- | --------------- |
| Rouen Floorball            | 1er                  | Maxime Douville |
| Grizzlys du Hainaut        | 2e                   | Nicolas Muñoz   |
| Hoplites d'Ambiani 2       | 3e                   | NC              |
| Caen Floorball 2           | 4e                   | Simon Lecuyer   |
| Entente PUC BUC            | 5e                   | NC              |
| Nordiques Floorball Club 2 | 6e                   | Simon Moyon     |

| Club                | Classement 2015-2016 | Entraîneur             |
| ------------------- | -------------------- | ---------------------- |
| Nantes Floorball 2  | 1er                  | Arnaud Foulonneau      |
| Caen Floorball      | 2e                   | Simon Lecuyer          |
| Panthères de Rennes | 3e                   | Jean-François Langlois |
| AAEEC Ponts de Cé   | 4e                   | NC                     |
| Saint-Lô Floorball  | 12e                  | Julien Le Roux         |
| Celtics de Brest    | 12e                  | NC                     |

| Club                     | Classement 2015-2016 | Entraîneur         |
| ------------------------ | -------------------- | ------------------ |
| Nantes Floorball         | 1er                  | Arnaud Foulonneau  |
| Impacts de Tours         | 2e                   | NC                 |
| Gladiateurs d'Orléans    | 3e                   | Grégory Morchoisne |
| Le Mans Floorball 72     | 4e                   | NC                 |
| Lions de Brunoy          | 5e                   | NC                 |
| Salamandres de Montbazon | 6e                   | NC                 |

| Club                      | Classement 2015-2016 | Entraîneur   |
| ------------------------- | -------------------- | ------------ |
| Sentinelles de Strasbourg | 1er                  | NC           |
| IFK Paris 2               | 2e                   | NC           |
| Loups lorrains            | 3e                   | Petr Kocian  |
| Lyon FC Pirates 2         | 4e                   | NC           |
| Dabdies de Villeurbanne   | 5e                   | NC           |
| Dragons Bisontins 2       | 2e                   | Jan Lintymer |

| Club                    | Classement 2015-2016 | Entraîneur              |
| ----------------------- | -------------------- | ----------------------- |
| Dahuts du Lac           | 1er                  | David Persson           |
| Tigres du Gresivaudan 2 | 2e                   | Philippe Marcellin      |
| Griffons d'Oc           | 3e                   | Guillaume Mirabel       |
| Trolls d'Annecy 2       | 4e                   | Alejandro Russo-Mendoza |
| Saint-Étienne Knights   | 5e                   | Christophe Vincent      |
| Dahuts du Lac 2         | 6e                   | David Persson           |

Légende des couleurs
- Promu de Division 3 2015-2016
- Relégué de Division 2 2015-2016

## Palmarès
| Saison    | Champion                 | Finaliste                 | Troisième                                     |
| --------- | ------------------------ | ------------------------- | --------------------------------------------- |
| 2018-2019 | Dahuts du Lac            | Paris Université Club     | Stade Marseillais Université Club             |
| 2017-2018 | Nantes Floorball         | Sentinelles de Strasbourg | Dahuts du Lac                                 |
| 2016-2017 | Tigres du Gresivaudan 2  | Caen Floorball            | Rouen Floorball                               |
| 2015-2016 | Rascasses de Marseille   | Dahuts du Lac             | Grizzlys du Hainaut/ Gladiateurs d'Orléans    |
| 2014-2015 | Dragons Bisontins        | Nordiques Floorball Club  | Grizzlys du Hainaut / Rascasses de Marseille  |
| 2013-2014 | IFK Paris 2              | Dragons Bisontins         | Lyon Floorball Club 2 / Gladiateurs d'Orléans |
| 2012-2013 | Trolls d'Annecy          | Caen Floorball            | Nantes Floorball                              |
| 2011-2012 | Phoenix Floorball Club   | Sentinelles de Strasbourg | Saint-Étienne Knights                         |
| 2010-2011 | Les Hoplites D'Ambiani   | Les Chats Biterrois       | Caen Floorball                                |
| 2009-2010 | Nordiques Floorball Club | Tigres du Grésivaudan     | Hoplites d'Ambiani                            |
| 2008-2009 | Grizzlys du Hainaut      | Dragons Bisontins         | Ericsson Vikings                              |